# Амметер, Николас
Николас Амметер (англ. Nicholas Ammeter; род. 11 декабря 2000, Нью-Йорк, Нью-Йорк) — американский и швейцарский футболист, вратарь клуба «Лас-Вегас Лайтс».

## Биография

### Клубная карьера
Родился в Нью-Йорке, где работал его отец, но вскоре вместе с семьёй вернулся в Швейцарию. Воспитанник клуба «Арау», в академии которого занимался с 5 лет. Профессиональную карьеру начал в сезоне 2018/19, выступая в аренде за клуб четвёртого дивизиона «Баден», сыграв 26 матчей. Вернувшись из аренды, стал основным вратарём «Арау» в сезоне 2019/20. В ноябре 2021 года был взят в краткосрочную аренду клубом «Янг Бойз». Сыграл 2 матча за фарм-клуб в Промоушен лиге, а также дебютировал в Суперлиге, заменив травмированного Гийома Фэвра на 84-й минуте матча со «Сьоном» (4:3). В 2022 году перешёл в клуб Челлендж-лиги «Виль».
22 февраля 2024 года подписал контракт с американским клубом Чемпионшипа ЮСЛ «Лас-Вегас Лайтс». Дебютировал за «Лайтс» 8 мая в матче 1/16 финала Открытого кубка США 2024 против «Лос-Анджелеса».

### Карьера в сборной
Вызывался в юношеские сборные Швейцарии до 16 и 17 лет. Летом 2023 года был включён в заявку сборной до 21 года на чемпионат Европы среди молодёжных команд. На турнире был запасным вратарём и непосредственного участия в матчах не принимал, но вместе со сборной дошёл до 1/4 финала.